# 大布莱兴街

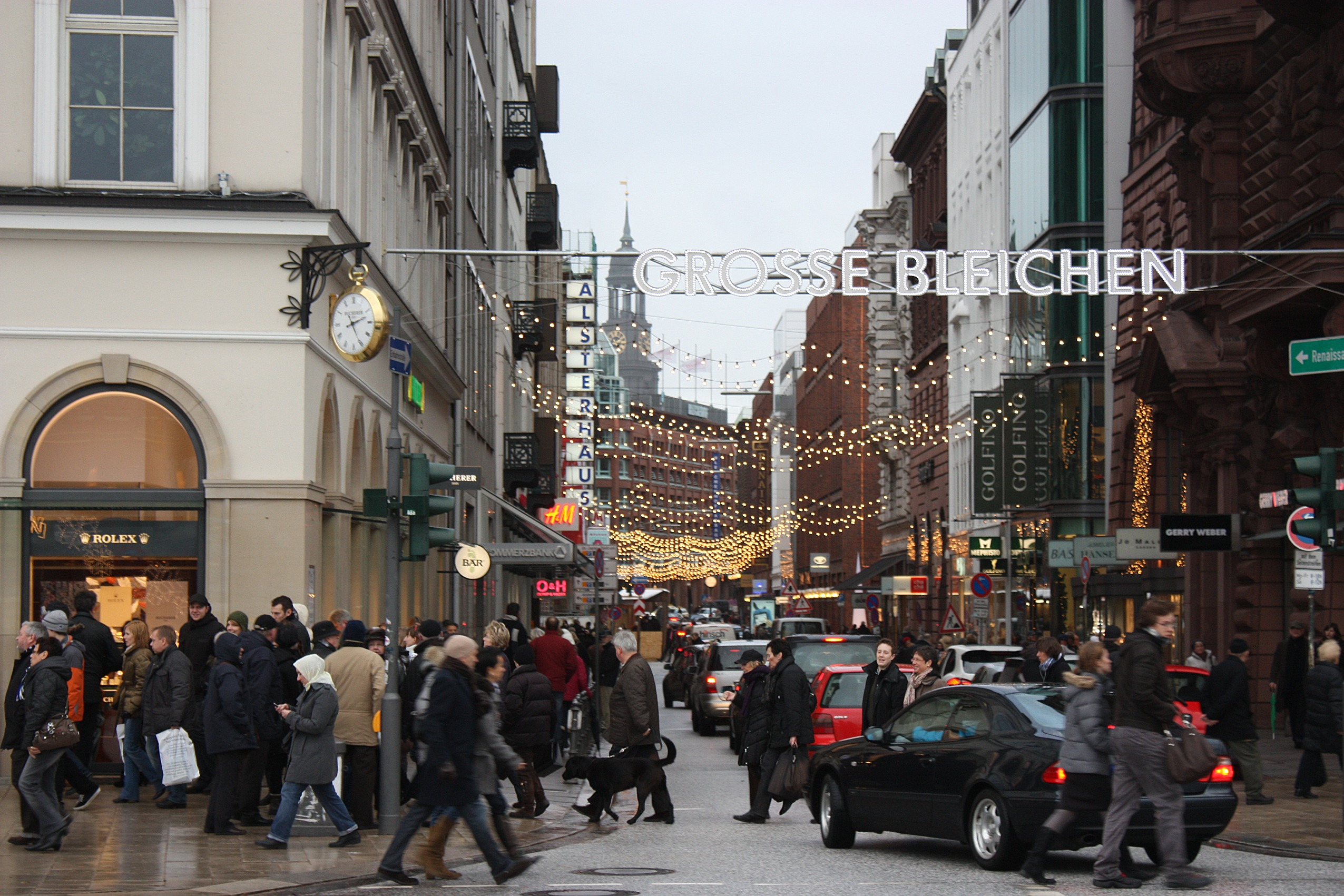

大布莱兴街（Große Bleichen）是德国汉堡的一条繁忙的高档购物街，位于汉堡新城，从内阿尔斯特湖畔的处女堤，通向新城区的中心。
沿街开设奢侈品商店、餐馆和咖啡馆。Ohnsorg 剧院和汉堡公共图书馆都曾设在这里。

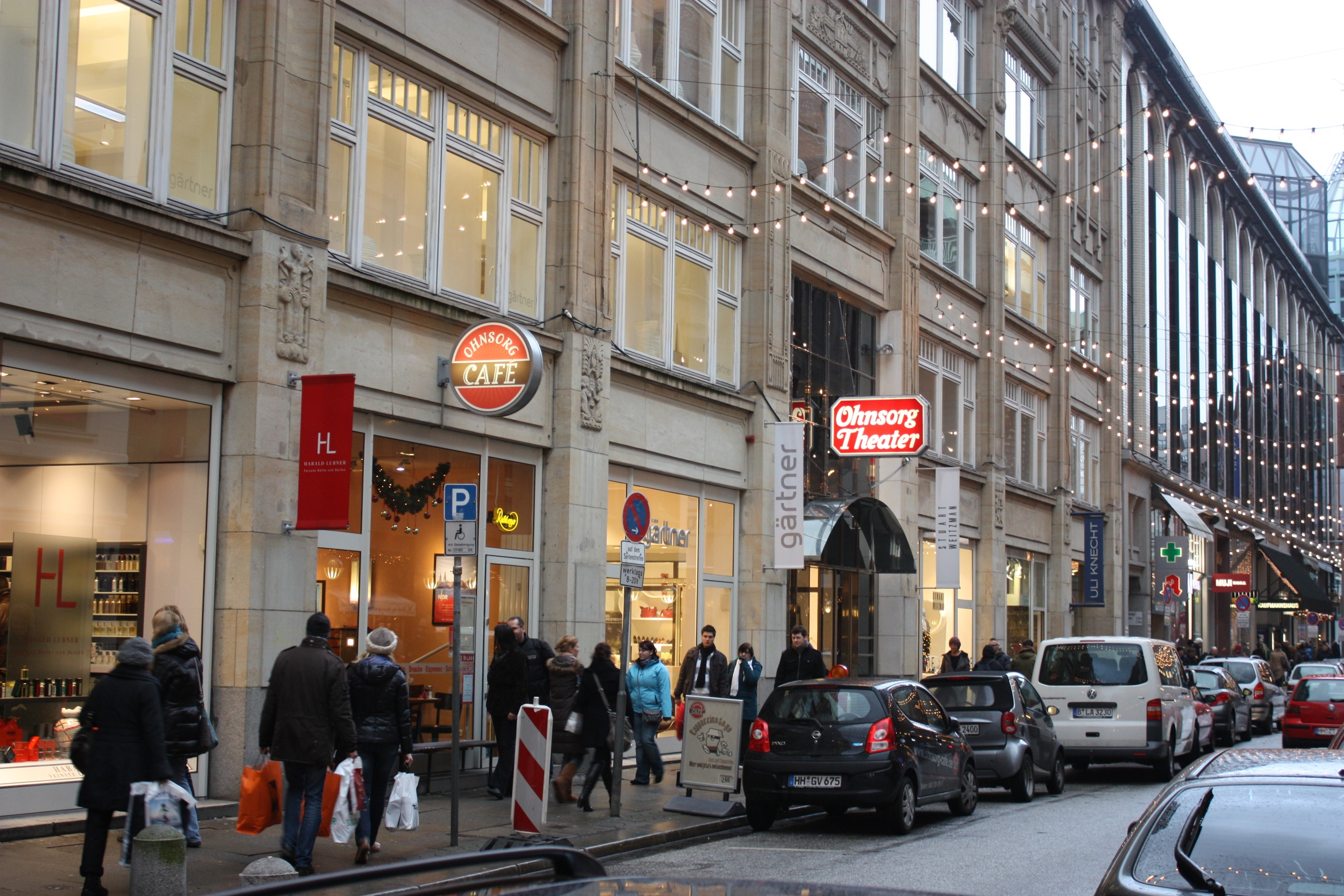

## 历史
这条街开辟于1718年，路名“布莱兴”意为漂白，汉堡人曾在附近漂白亚麻布。